# Квинт Акцей Руф
Квинт Акцей Руф (лат. Quintus Accaeus Rufus) — римский политический деятель конца I века.
Руф, по всей видимости, происходил из Италии. Его родным городом, предположительно, была Америя. О его карьере известно только лишь то, что в 90 году он занимал должность консула-суффекта. Дальнейшая его биография не известна.